# Beveren-sur-l'Yser
Pour les articles homonymes, voir Beveren.
Beveren [ˈbeːvərə(n)], aussi appelé Beveren-aan-de-IJzer (Beveren-sur-l'Yser en Français) est une section de la commune belge d'Alveringem située en Région flamande dans la province de Flandre-Occidentale. C'était une commune à part entière avant la fusion des communes de 1971 quand elle fut intégrée dans la commune de Stavele avant de devenir une section d`Alveringem en 1977.

## Démographie

### Évolution démographique
- Sources : INS, Rem. : 1831 jusqu'en 1970 = recensements[3].

## Géographie

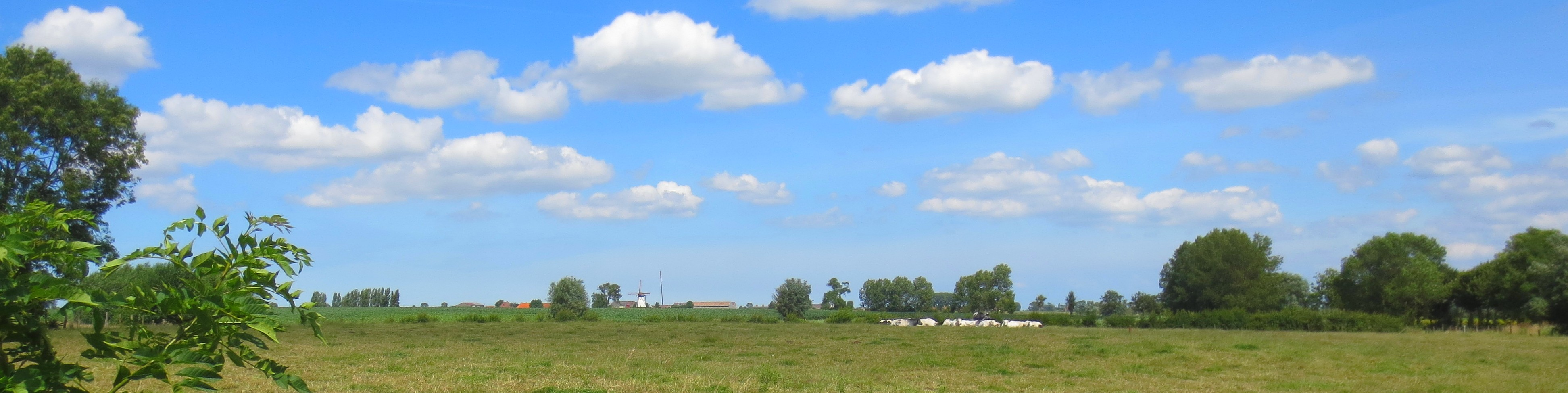
Beveren